# Igor Jakubowski
Igor Jakubowski (ur. 6 sierpnia 1992 w Żorach) – polski bokser. Finalista programu telewizyjnego TVN 7 Big Brother (wiosna 2019).

## Życiorys

### Kariera sportowa
Będąc kadetem, walczył w kategorii wagowej do 66 kg. Jako junior występował w kategorii wagowej do 69 kg (do 2009) i potem do 75 kg. Podczas kariery seniorskiej (jednocześnie do 2014 startował w zawodach młodzieżowców) do 2011 występował w wadze średniej (do 75 kg), później półciężkiej (do 81 kg). Od 2013 jest zawodnikiem wagi ciężkiej (do 91 kg). Jego pierwszym i zarazem obecnym klubem jest Zagłębie Konin. W międzyczasie reprezentował klub PKB Lechma Poznań.
W 2012 w Biełojarsku zajął trzecie miejsce na turnieju World Cup of Petroleum Countries. W 2014 zwyciężył w Turnieju im. Feliksa Stamma oraz został mistrzem Unii Europejskiej. W Samokowie w 2015 został wicemistrzem Europy. Wystąpił na Igrzyskach Olimpijskich w Rio de Janeiro w 2016, przegrywając pierwszą walkę. Do jego osiągnięć należą również cztery medale seniorskich mistrzostw Polski – trzy złote (2011, 2014, 2015) i jeden brązowy (2012). Trzykrotnie był mistrzem Polski młodzieżowców (2012, 2013, 2014), dwukrotnie juniorów (2009, 2010) i jeden raz kadetów (2008).

### Pozostałe przedsięwzięcia
17 marca 2019 został ogłoszony uczestnikiem szóstej polskiej edycji reality show TVN 7 Big Brother. Dotarł do finału, w którym zajął trzecie miejsce.